# Joseph Sauveur
Pour les articles homonymes, voir Sauveur.
Joseph Sauveur (né à La Flèche le 24 mars 1653 et mort à Paris le 9 juillet 1716) est un physicien français, fondateur de l'acoustique musicale et inventeur du terme.
Né muet, il le resta jusqu'à l'âge de 7 ans (la légende dit qu'il était sourd). Il devint professeur de mathématiques au Collège de France en 1686, puis fut élu à l'Académie des Sciences en 1696.

## Travaux
Ses travaux en acoustique poursuivent les recherches de René Descartes et du père Marin Mersenne ; ils inspirent après lui Jean-Philippe Rameau, le père de l'harmonie classique qui y trouve les fondements de sa théorie.
Sauveur a notamment étudié les ondes stationnaires, mises en évidence sur une corde vibrante par de légers cavaliers en papier demeurant immobiles à l'endroit des nœuds. Il a utilisé le phénomène de battement pour déterminer de proche en proche la fréquence des sons musicaux, établissant une gradation absolue des sons fondée sur leur fréquence. Il s'est ensuite appliqué à définir la notion de tempérament musical.

## Écrits
- Sur la détermination d’un son fixe. in: Histoire de l'Académie Royale des sciences 1700
- Principes d'acoustique et de musique, ou système général des intervalles des sons. in: Mémoires de l'Académie Royale des sciences 1701 ici
- Application des sons harmoniques à la composition des jeux d'orgues. in: Mémoires... 1702
- Méthode générale pour former des systèmes tempéré de musique, et du choix de celui qu'on doit suivre. in: Mémoires... 1707
- Table générale des systèmes tempérés de musique. in: Mémoires... 1711
- Rapports des sons des cordes d'instruments de musique, aux flêches des cordes; et nouvelles déterminations de sons fixes. in: Mémoires... 1713
- Franck Jedrzejewski, Athanase Papadopoulos, Joseph Sauveur : Écrits sur la musique et l’acoustique, édition critique, avec commentaires et notes, Hermann, Paris, 2021. (ISBN 9791037006844) contient la publication du manuscrit de 1697 : Traité de la théorie de la musique et les autres textes.